# Zusterhuis van Berg en Bosch
Het zusterhuis van sanatorium Berg en Bosch is een rijksmonument aan de Professor Bronkhorstlaan 10 in Bilthoven in de Nederlandse provincie Utrecht.
Het pand van twee bouwlagen met ligzaal staat aan de noordzijde van het plantsoen op het terrein van Berg en Bosch. Aan de westzijde is een lagere aanbouw van twee bouwlagen die aansluit op een verbindingsmuur met een poort naar het economiegebouw. Aan de achtergevel zijn haaks twee vleugels van twee bouwlagen gebouwd. Deze zijn halverwege door een tuinmuur met elkaar verbonden. In de tuinmuur is een spitsboogvormige nis uitgespaard. Hierin staat een hoogreliëf uit 1933 van Onze Lieve Vrouw van Lourdes van beeldhouwer Albert Termote.
De lighal tegen de oostgevel was bestemd voor de zusters Dominicanessen. Een corridor leidt naar de kapel. De ingangspartij bevindt zich in de asymmetrisch ingedeelde voorgevel. Achter de geelgetinte glas-in-loodramen bevindt zich de refter. De refter is uitgevoerd in baksteen en wordt door gemetselde bogen overspannen. Ook schuin boven de ingang zijn spitsboogvensters met glas-in-loodramen. Bijna alle vensters hebben stalen ramen met een horizontale driedeling.